# Peters Sole 10000
Der Peters Sole 10000 ist ein Mehrzweckschiffstyp der niederländischen Werft Peters Shipyards, von dem sechs Schiffe für die Groninger Reederei Canada Feeder Lines gebaut worden sind. Das erste Schiff der Serie, die Momentum Scan, wurde am 3. November 2010 an die Reederei abgeliefert. Die Ablieferung des letzten Schiffs, der Industrial Merchant, erfolgte am 3. Dezember 2013. Die Werft Peters Shipyards B.V. meldete anschließend Insolvenz an.

## Technik
Die 116,26 m langen Mehrzweckschiffe weisen eine Tragfähigkeit von circa 10.000 dwt bei maximal 7,90 m Tiefgang auf. Durch den 4.000 kW leistenden Viertakt-Achtzylinder-Schiffsdieselmotor von Caterpillar beträgt die Maximalgeschwindigkeit 14 Knoten. Auffällig ist die ungewöhnliche Bugform, die dem Groot Cross-Bow ähnelt. Durch den neuartigen Bug soll der Kraftstoffverbrauch gesenkt werden. Bei einer Geschwindigkeit von 14 Knoten verbraucht das Schiff pro Seetag circa 16 t HFO.
Die Schiffe verfügen über jeweils einen 12.358 m³ großen Laderaum. Die Tankdecke kam mit 18 t/m² belastet werden. Außerdem besitzt jedes Schiff ein verschiebbares und bei Bedarf entfernbares Zwischendeck, das mit maximal 3,5 t/m² beladen werden darf. Die Schiffe können maximal 419 TEU laden, davon 232 im Raum und 187 an Deck. Sie sind mit jeweils zwei NMF-Kränen ausgestattet, die bis zu 80 t, im Tandembetrieb auch bis zu 160 t, Gewicht heben können.

## Die Schiffe
| Sole 10000                                                                  | Sole 10000  | Sole 10000  | Sole 10000                        | Sole 10000                                             |
| Bauname                                                                     | Bau- nummer | IMO- nummer | Kiellegung Stapellauf Ablieferung | Umbenennungen und Verbleib                             |
| --------------------------------------------------------------------------- | ----------- | ----------- | --------------------------------- | ------------------------------------------------------ |
| Momentum Scan                                                               | 901         | 9534432     | 15.12.2008 11.09.2010 03.11.2010  | 2019 FWN Momentum, 2023 Industrial Momentum            |
| Marvel Scan                                                                 | 902         | 9534444     | 15.12.2008 11.03.2010 06.05.2011  | 2017 Oslo Forest 1, 2023 Tanja                         |
| Motion Scan                                                                 | 903         | 9534456     | 15.12.2008 30.09.2010 21.11.2011  | 2017 Oslo Forest 2, 2024 Finn III                      |
| Martini Scan                                                                | 904         | 9534468     | 15.12.2008 30.03.2012 21.05.2012  | 2013 Industrial Maya, 2017 Oslo Forest 3, 2023 Finn II |
| Industrial More                                                             | 906         | 9534482     | 19.12.2008 25.01.2013 26.03.2013  | 2020 Onego Mississippi, 2023 O7 Lafite                 |
| Industrial Merchant                                                         | 905         | 9534470     | 19.12.2008 04.10.2013 03.12.2013  | 2019 FWN Merchant, 2022 Industrial Merchant            |
| Daten: Stichting Maritiem Historische Databank, Miramar Ship Index, Equasis |             |             |                                   |                                                        |